# スター・ウォーズ エピソード6/ジェダイの帰還
『スター・ウォーズ エピソード6/ ジェダイの帰還』（―ジェダイのきかん、Star Wars: Episode VI Return of the Jedi）は、1983年のアメリカのスペースオペラ映画。公開時のタイトルは、『スター・ウォーズ/ ジェダイの復讐』（スター・ウォーズ ジェダイのふくしゅう、Return of the Jedi）。製作総指揮のジョージ・ルーカスのストーリーを基に、リチャード・マーカンドが監督、ローレンス・カスダンがルーカスと共に脚本を務めた。「スター・ウォーズ」旧三部作（オリジナル・トリロジー）の第3作目として製作され、「スカイウォーカー・サーガ」の第6作目でもある。舞台は『帝国の逆襲』の1年後。出演は、マーク・ハミル、ハリソン・フォード、キャリー・フィッシャー、ビリー・ディー・ウィリアムズら。
1997年の特別篇の公開、2004年のDVD版や2011年のブルーレイ版の発売に際し、その都度最新のデジタル技術などを用いて一部内容の修正・変更が行われている。

## ストーリー
遠い昔、はるか彼方の銀河系で…。
前作より1年ほどの月日が流れた。ルーク・スカイウォーカーの使者として惑星タトゥイーンに根城を構える犯罪王ジャバ・ザ・ハットの宮殿へ遣わされた2体のドロイド、R2-D2とC-3POは、炭素冷凍された状態でジャバに囚われたハン・ソロの返還を要求し、その対価としてドロイドを捧げるというルークのメッセージをジャバに伝えるが、彼はこれを即座に拒絶する一方、ドロイドは我がものとした。次いで、1人の賞金稼ぎがソロの相棒チューバッカを捕らえてジャバのもとを訪れ、賞金を要求する。それはレイア・オーガナの変装した姿であり、夜間に冷凍されていたソロの解凍に成功するが、それを看破していたジャバによってソロは再度捕らえられ、レイアはジャバの奴隷にされる。
惑星ベスピンにてシスの暗黒卿ダース・ベイダーに敗北したルークは、更なる修業を積み、ジェダイの騎士として大きく成長していた。修行を終えたルークは、ジャバの宮殿を訪れ、ジェダイとしての力を背景にレイアらの解放を迫る。一度はジャバの罠に落ちソロらとともに処刑を宣告されるルークであったが、処刑場で反撃に転じ、賞金稼ぎに扮して潜入していたランド・カルリジアンも蜂起。ジャバは混乱の中レイアに絞殺されギャング一味は壊滅、無事にすべての捕虜を解放して一同はタトゥイーンを後にする。
ルークはジェダイの騎士としての修行を完成させるため、惑星ダゴバに戻るが、ジェダイ・マスターヨーダは既に死の床にあった。改めて指導を申し出たルークに、彼はジェダイとして技術的なことはすべて習得しており、もはや自分が教えることは何も無いと、その成長を認める。だが、真の意味でジェダイの騎士になるには、最後の試練としてベイダーとの対決は不可避であることも告げる。そして、ルークはずっと気にかけていた、本当にベイダーが自分の父であるかを尋ねる。ヨーダは質問をかわそうとするものの、ルークの要求にこれを認めた。彼は続けて何かを言いかけたまま息を引き取り、その肉体はオビ＝ワン・ケノービと同じく消滅した。その後ルークは、霊体として現れたオビ＝ワンから、ベイダーが間違いなくルークの父アナキン・スカイウォーカーであり、皇帝から守るためにそれを秘していたこと、更にはアナキンすら知らない事実として、彼にはもう一人子供がおり、それはレイアであり、すなわちルークの双子の妹であることを知らされる。
一方、銀河帝国は、森の惑星エンドアの軌道上に第2デス・スターの建造を進めており、最終段階視察のためにベイダー、更に皇帝パルパティーン自らが来訪していた。その情報を入手した反乱同盟軍は、アクバー提督の下で全戦力をつぎ込んだ最後の反攻作戦を立案する。デス・スター攻撃隊長に志願したランドに愛機ミレニアム・ファルコンを貸したソロは、ルーク、レイアたちを加えた潜入部隊を率い、デス・スターを護るシールド発生施設の破壊のためエンドアへと向かう。だが、エンドア潜入に利用した帝国軍のシャトルの中で、ルークは潜入部隊に参加するのではなかったと後悔を口にする。ベイダーとルークは、フォースによってお互いの存在を察知してしまったのだった。
エンドアの森の中で、ソロたちは原住民イウォーク族と遭遇、彼らの協力を得ることに成功する。ルークはレイアに兄妹である事実を告げたのち単身帝国軍に投降し、再びベイダーと対面する。ルークはベイダーの中にはまだアナキンの善の心があり、かつてのジェダイとしての魂を取り戻すように説得するが彼は応じず、ルークを第2デス・スターにいる皇帝の下に連行する。やがて反乱軍の反攻作戦が開始されるが、ソロたち潜入部隊は待ち構えていた帝国軍に捕えられ、ランドら攻撃部隊もデス・スターのシールドがまだ機能していると察知し急遽反転したところを、スター・デストロイヤー艦隊やTIEファイター部隊の挟み撃ちに遭い、さらに未完成との情報だったはずのスーパーレーザーも完成しており、反乱軍の艦船が一瞬で撃沈されてしまう。すべては皇帝の仕掛けた罠であり、反乱軍を一網打尽にするため、重要な事項を隠した上で意図的に情報を漏らしていたのであった。絶望的な戦況の中、ルークは皇帝の眼前で、ベイダーとライトセーバーを交えながら必死にフォースの暗黒面に抵抗する。一方のソロたちも、イウォーク族の応援を得て反撃を開始する。攻撃隊を指揮するランドは、ソロがシールド発生施設を破壊してくれることを信じ、帝国軍艦隊を前に決死の総力戦を挑む。
激戦の果てに、潜入部隊はシールド発生施設の爆破に成功し、攻撃隊がシールドの消滅したデス・スター内部への突入を開始した。ルークはベイダーの説得を続けていたが、動揺から心を読まれ、レイアの存在を悟られてしまう。ベイダーは、ルークが仲間にならないのなら彼女を暗黒面に引き込むと脅迫し、激情に駆られたルークは怒りでベイダーを圧倒し、彼の腕を斬り落としてしまう。皇帝はルークを褒めたたえ、ベイダーに止めを刺すよう唆す。しかし、斬り落としたベイダーの右腕が自身と同じく義手であるのを見て、辛うじて平静を取り戻したルークは、自らのライトセーバーを投げ捨て、皇帝の要求を拒否し、自分は父と同じようにジェダイであることを宣言、暗黒面の誘惑を振り切った。意のままかと思われたルークに裏切られたことに激怒した皇帝は、フォースの電撃で彼を痛めつけ、なぶり殺しにしようとする。ベイダーは2人の間で逡巡するが、助けを求める息子の叫びを聞いて遂に善の心を取り戻し、皇帝をシャフトに投げ落として葬り去った。その際、電撃によってスーツの生命維持装置が破壊され、余命わずかとなったアナキンは、最期に素顔を晒して息子の顔を見ることを望み、ルークが正しかった事を言い遺して息を引き取った。
ランドたちによって最深部の反応炉を破壊されたデス・スターは、ファルコンが脱出して間も無く大爆発した。エンドアの地上からそれを見ていたレイアは、ルークと彼女が相思相愛なのではないかと思い込み、身を引こうとしていたソロに、彼が実兄であることを伝える。イウォーク族の村に集まった反乱軍により祝賀会が催される中、ルークはひとり森の中で、涙に暮れながらアナキンの遺体を火葬する。お祭り騒ぎの片隅で、フォースの霊体となったオビ＝ワンとヨーダ、そしてライトサイドに帰還したアナキンが見守っていた。ルークはレイアやソロ、ランドら仲間たちと無事再会し、勝利の喜びを分かち合うのだった。

## キャスト
- ルーク・スカイウォーカー - マーク・ハミル
- ハン・ソロ - ハリソン・フォード
- レイア・オーガナ - キャリー・フィッシャー
- ダース・ベイダー - デヴィッド・プラウズ（演）、ボブ・アンダーソン（殺陣）、ジェームズ・アール・ジョーンズ（声）
- アナキン・スカイウォーカー - セバスチャン・ショウ、ヘイデン・クリステンセン（2004年版以降の霊体）
- オビ＝ワン・“ベン”・ケノービ - アレック・ギネス
- ヨーダ - フランク・オズ（操作・声）
- C-3PO - アンソニー・ダニエルズ
- R2-D2 - ケニー・ベイカー
- ランド・カルリジアン - ビリー・ディー・ウィリアムズ
- チューバッカ - ピーター・メイヒュー
- パルパティーン皇帝/ダース・シディアス - イアン・マクダーミド
- ボバ・フェット - ジェレミー・ブロック
- ファーマス・ピエット提督 - ケネス・コリー
- ウェッジ・アンティリーズ - デニス・ローソン
- ウィケット・W・ウォリック（英語版） - ワーウィック・デイヴィス
- マーカンド少佐 - リチャード・マーカンド
- モン・モスマ - キャロライン・ブラキストン
- アクバー提督 - ティモシー・ローズ（演）、エリック・バウアーズフェルド（声）
- クリックス・メイディン将軍 - ダーモット・クローリー
- グレー中隊・Yウイングパイロット - 楠原映二[3]

## 日本語吹替
| 役名                                  | 俳優                                                            | 日本語吹替                     | 日本語吹替                          |
| 役名                                  | 俳優                                                            | ソフト版                       | 日本テレビ版                        |
| ------------------------------------- | --------------------------------------------------------------- | ------------------------------ | ----------------------------------- |
| ルーク・スカイウォーカー              | マーク・ハミル                                                  | 島田敏                         | 水島裕                              |
| ハン・ソロ                            | ハリソン・フォード                                              | 磯部勉                         | 村井国夫                            |
| レイア・オーガナ                      | キャリー・フィッシャー                                          | 高島雅羅                       | 島本須美                            |
| ダース・ベイダー                      | デヴィッド・プラウズ（演） ジェームズ・アール・ジョーンズ（声） | 大平透                         | 鈴木瑞穂                            |
| オビ＝ワン・ケノービ                  | アレック・ギネス                                                | 納谷悟朗                       | 滝田裕介                            |
| ヨーダ                                | フランク・オズ（操作・声）                                      | 辻村真人                       | 高木均                              |
| C-3PO                                 | アンソニー・ダニエルズ                                          | 野沢那智                       | 野沢那智                            |
| ランド・カルリジアン男爵              | ビリー・ディー・ウィリアムズ                                    | 若本規夫                       | 内海賢二                            |
| パルパティーン皇帝/ダース・シディアス | イアン・マクダーミド                                            | 千葉耕市                       | 田中明夫                            |
| モン・モスマ                          | キャロライン・ブラキストン                                      | さとうあい                     | 高畑淳子                            |
| アクバー提督                          | ティモシー・ローズ（演） エリック・バウアーズフェルド（声）     | 藤本譲                         | 田村錦人                            |
| ファーマス・ピエット提督              | ケネス・コリー                                                  | 嶋俊介                         | 仁内建之                            |
| クリックス・メイディン将軍            | ダーモット・クローリー                                          | 池田勝                         | キートン山田                        |
| ウェッジ・アンティリーズ              | デニス・ローソン                                                | 津田英三                       | 大塚芳忠                            |
| アーヴェル・クライニッド              | ヒルトン・マクリー                                              | 星野充昭                       | 荒川太郎                            |
| ゲラント中佐                          | ピプ・ミラー                                                    | 広瀬正志                       | 広瀬正志                            |
| ティアン・ジャージャロッド総督        | マイケル・ペニントン                                            | 小室正幸                       | 塚田正昭                            |
| アイガー司令官                        | ウィリアム・ホイランド                                          | 千田光男                       | 千田光男                            |
| ボバ・フェット                        | ジェレミー・ブロック                                            | セリフなし                     | 大塚明夫                            |
| マーカンド少佐                        | リチャード・マーカンド                                          | 沢木郁也                       | 小島敏彦                            |
| EV-9D9                                | リチャード・マーカンド                                          | 沢木郁也                       | 二又一成                            |
| ナレーター                            | セリフなし                                                      | セリフなし                     | 城達也                              |
| その他                                |                                                                 | 岡部政明 古田信幸              |                                     |
|                                       |                                                                 |                                |                                     |
| 演出                                  |                                                                 | 伊達康将                       | 蕨南勝之                            |
| 翻訳                                  |                                                                 | 平田勝茂                       | 平田勝茂                            |
| 効果                                  |                                                                 | リレーション                   |                                     |
| 調整                                  |                                                                 | 高久孝雄                       | 近藤勝之                            |
| 編集                                  |                                                                 | ムービーテレビジョン           |                                     |
| 制作                                  |                                                                 | 東北新社                       | コスモプロモーション                |
| 初回放送                              |                                                                 | 1995年10月21日 日本語吹替版VHS | 1988年10月21日 『金曜ロードショー』 |

## 地上波放映履歴
| 回数  | テレビ局   | 番組名                          | 放送日         | 放送時間    | 吹替版       |
| ----- | ---------- | ------------------------------- | -------------- | ----------- | ------------ |
| 初回  | 日本テレビ | 金曜ロードショー                | 1988年10月21日 | 21:00-23:39 | 日本テレビ版 |
| 2回目 | テレビ朝日 | 日曜洋画劇場                    | 1990年4月15日  | 21:02-23:24 | 日本テレビ版 |
| 3回目 | テレビ朝日 | 日曜洋画劇場                    | 1992年1月5日   | 21:02-23:24 | 日本テレビ版 |
| 4回目 | テレビ朝日 | 日曜洋画劇場                    | 1997年9月28日  | 21:02-23:19 | 日本テレビ版 |
| 5回目 | テレビ朝日 | 日曜洋画劇場                    | 2002年5月5日   | 21:00-23:24 | ソフト版     |
| 6回目 | TBS        | 水曜プレミア                    | 2005年7月13日  | 21:00-23:24 | ソフト版     |
| 7回目 | テレビ東京 | 月曜プレミア!スペシャル洋画劇場 | 2011年10月17日 | 20:00-22:48 | ソフト版     |
| 8回目 | 日本テレビ | 金曜ロードSHOW!                 | 2017年12月8日  | 21:00-22:54 | ソフト版     |
| 9回目 | 日本テレビ | （なし）                        | 2025年5月7日   | 2:10-4:10   | ソフト版     |

## スタッフ
- 監督：リチャード・マーカンド
- 製作：ハワード・カザンジャン
- 製作総指揮：ジョージ・ルーカス
- 原案：ジョージ・ルーカス
- 脚本：ジョージ・ルーカス、ローレンス・カスダン
- 撮影：アラン・ヒューム
- SFX： インダストリアル・ライト&マジック
- SFXスーパーバイザー：リチャード・エドランド、デニス・ミューレン、ケン・ローストン、フィル・ティペット
- サウンドデザイン：ベン・バート（スカイウォーカー・サウンド）
- 日本語字幕：岡枝慎二（初公開時）、林完治（特別篇）
- 吹替翻訳：平田勝茂（特別篇）
- 音楽：ジョン・ウィリアムズ
- ポスター：佐野一彦（初公開時）

## カメオ出演
- チューバッカとイウォーク達に乗っ取られるマーカンド少佐役で、監督のリチャード・マーカンドが出演している[4]。
- エンドアのシールド発生装置バンカー内で、ハン・ソロに爆弾の入ったザックを投げつけられるデイアー大佐役で、サウンドデザインのベン・バートが出演している[要出典]。

## 受賞歴
- 第56回アカデミー賞
  - 受賞：特別業績賞
  - ノミネート：作曲賞、美術賞、録音賞、音響編集賞
- サターン賞
  - 受賞：最優秀主演男優賞、最優秀衣装賞、最優秀メイキャップ賞、最優秀SF映画賞、最優秀特殊効果賞
  - ノミネート：最優秀主演女優賞、最優秀監督賞、最優秀作曲賞、最優秀助演男優賞、最優秀脚本賞
- BAFTA映画賞
  - 受賞：最優秀特殊視覚効果賞
  - ノミネート：最優秀メイキャップ賞、最優秀美術賞、最優秀録音賞
- ヒューゴー賞
  - 受賞：最優秀映像部門賞

## 副題
ルーカスフィルムは当初、本作の副題を『Revenge of the Jedi』（『ジェダイの復讐』）と発表した。その後、パラマウント社が『スタートレック』シリーズの劇場版第2作の副題を『Vengeance of Khan』（『カーンの復讐』）と発表したため、ルーカスフィルムが副題が類似しているとパラマウント社に抗議し変更を求めた。対立の末パラマウント社が折れ、『スタートレック』の劇場版第2作は『The Wrath of Khan』（『スタートレックII カーンの逆襲』）に変更された。
しかし本作の公開直前になりジョージ・ルーカスが「高潔なジェダイの騎士に「復讐（リベンジ）」という言葉はそぐわない」と考えを改めた等の理由で『Return of the Jedi（『ジェダイの帰還』）』に変更した。
だが、日本ではすでに『ジェダイの復讐』名義の（宣伝ポスターなども含める）関連商品の生産がすでに充分に進んでおり、宣伝効果として同名義での認知度はすでに高く変更が間に合わない、また興行的成功を狙ったインパクトのある副題を求めたため、そのまま『ジェダイの復讐』として1983年に公開され、1997年に公開された《特別篇》でも踏襲された。2000年夏に日本で本シリーズのファンが改題署名運動を行ったが実現せず、2004年の「スター・ウォーズ トリロジー DVD-BOX」の発売を機に、原題の直訳である『ジェダイの帰還』へ変更された。

## 逸話
- ルーカスは当初親友のスティーヴン・スピルバーグを監督に推すつもりでいたが、ルーカスが前作で全米監督協会と喧嘩別れしたため、会員だったスピルバーグは協会より本作の監督を禁止する通達を受け、断念した。また、デヴィッド・リンチにもオファーしたものの[7]、彼は本シリーズに全く興味を示さず断られたため、最終的に1981年公開の『針の眼』でルーカスが一目を置いていたリチャード・マーカンドに決定した[4]。マーカンドはAT-ST操縦士とジャバの宮殿のドロイドEV-9D9の声でもカメオ出演している。また、前2作でプロデューサーを務めたゲイリー・カーツが降板したため、本作のみハワード・カザンシャンが務めている。

- 本作でもネタバレ対策が厳重にとられ、屋外ロケでは『ブルー・ハーヴェスト』という架空のホラー作品を偽装して、内容が漏洩しないように努めた。

- 本作の後半では、当初惑星キャッシークが舞台でウーキー族が大活躍して反乱軍と共に帝国軍を破滅に追い込む予定だったが、惑星エンドアが舞台でイウォーク族が大活躍して反乱軍と共に帝国軍を破滅に追い込む設定に変更された[4]。なお、この設定は後に『シスの復讐』で復活を果たしている。

- ルークの新しいライトセイバーの刃の色は、これまでと同じく青色にする予定であったが、タトゥイーンでの戦闘シーンが青空の屋外ロケであったため、合成の都合上緑色に変更された。

- ソロ役のハリソン・フォードは、本作で彼が死亡することを希望し、脚本のローレンス・カスダンも乗り気だったが、ルーカスが許さなかったため実現しなかった[8]。

- 本作のR2-D2は大半のシーンでリモコン操作になったため、キャストのケニー・ベイカーはイウォークのウィケットを演じる予定であったが、撮影日の朝に食中毒にかかり入院したため、同じ小人症の男性であったワーウィック・デイヴィスが代役となった。デイヴィスは当時演技未経験であったが、以降のスター・ウォーズ作品でも常連としてたびたび出演している。

- 特別編では、ランコアの穴蔵に落とされたトワイレックの踊り子ウーラのシーンが追加されている。このシーンは特別編公開に際し、新たに撮影されたものだが、演じているのはオリジナル版と同じフェミ・テイラーである[9]。

- アメリカ劇場公開時のポスターのイラストは佐野一彦が担当した。